# Mewastatyna
Mewastatyna (łac. mevastatinum) – wielofunkcyjny organiczny związek chemiczny pochodzenia naturalnego z grupy laktonów. Zbudowany jest z układu zredukowanego 1-naftolu zestryfikowanego kwasem (S)-2-metylomasłowym i zawierający boczny łańcuch zakończony pierścieniem δ-walerolaktonu (od półsyntetycznego leku, simwastatyny, różni się brakiem 2 grup metylowych). Jest inhibitorem reduktazy HMG-CoA oraz hamuje podziały komórkowe w fazie G1.

## Historia
W 1959 w Instytucie Molekularnej Biologii Komórki i Genetyki Maxa Plancka odkryto enzym reduktazę HMG-CoA pełniący kluczową rolę w szlaku metabolicznym syntezy cholesterolu. W latach 60. XX w. ustalono, iż wątroba nawet przy diecie bezcholesterolowej jest w stanie zwiększyć swoją zdolność do syntezy cholesterolu w stopniu wystarczającym na pokrycie potrzeb całego organizmu. W 1973 roku zespół Akira Endō po przebadaniu ponad 6 tys. szczepów bakteryjnych wykazał, że substancja ML-236B (mewastatyna) wydzielana przez Penicillium citrinum ma właściwości obniżania poziomu cholesterolu oraz lipoproteiny niskiej gęstości w surowicy zwierząt i ludzi, jednakże badania na zwierzętach wykazały jej potencjalną toksyczność. W 1976 mewastatyna (pod nazwą kompaktyna) została wyizolowana z Penicillium brevicompactum przez Aliana Browna jako potencjalny nowy lek przeciwgrzybiczy.

## Mechanizm działania

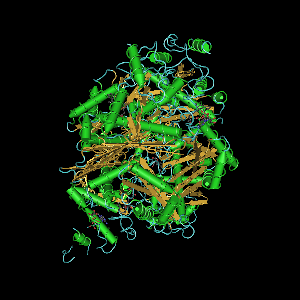
Wizualizacja kompleksu reduktazy HMG-CoA z mewastatyną wykonana na podstawie badań rentgenostrukturalnych

Mechanizm działania mewastatyny opiera się na specyficznym, kompetytywnym i odwracalnym hamowaniu reduktazy HMG-CoA, co następuje natychmiast po wniknięciu do komórki wątrobowej. Skutkiem jest nasilenie transkrypcji genu kodującego receptor dla lipoprotein niskiej gęstości (LDL), wzrost liczby receptorów kodowanych przez gen na powierzchni błony komórkowej i zwiększenie wychwytu z krwi lipoprotein niskiej oraz pośredniej gęstości.

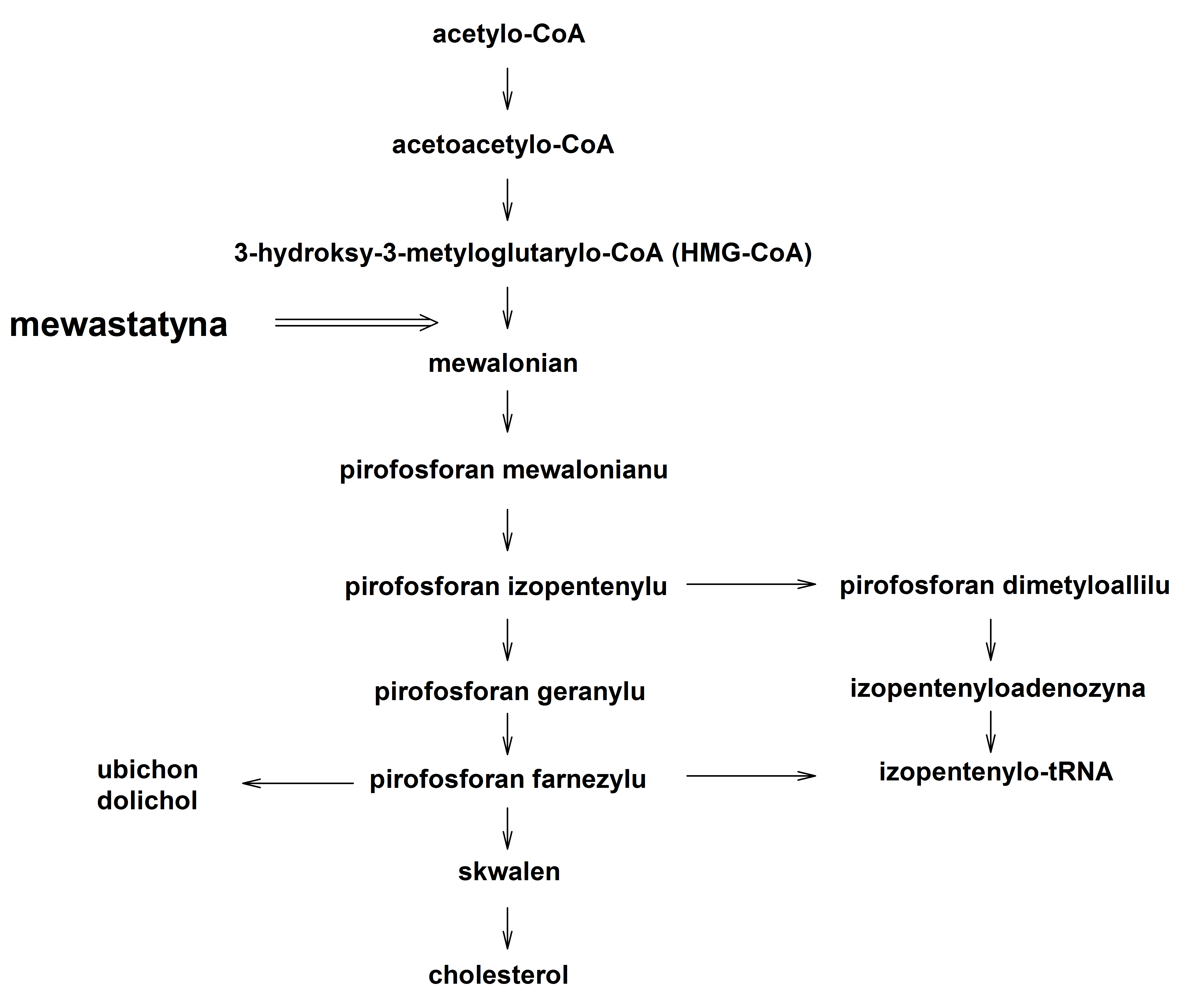
Kaskada biosyntezy donorów grup prenylowych i cholesterolu. Mewastatyna hamuje syntezę mewalonianu z HMG-CoA

## Zastosowania
Mewastatyna nigdy nie została zarejestrowana jako lek. W wysokich dawkach hamuje wzrost i wywiera działanie antyproliferacyjne na komórki czerniaka.